# 16693 Моузлі
16693 Моузлі (16693 Moseley) — астероїд головного поясу, відкритий 26 грудня 1994 року.
Тіссеранів параметр щодо Юпітера — 3,336.